# Опробування родовищ корисних копалин

Опробування родовищ корисних копалин — у кожному конкретному випадку при відборі проб у вибоях гірничих виробок перевагу віддають методу, що забезпечує найбільше представництво проби при високій продуктивності та мінімальній вартості робіт.

## Методи

### Ямковий (точковий) метод
Цей метод застосовують при достатній поверхні оголення пласта застосовують. Поверхня виробки покривається умовною сіткою, у вузлах якої відбираються порції. Сітка може бути ромбічною, квадратною або прямокутною. Число порцій залежить від рівномірності оруднення. Точність опробування зростає зі збільшенням числа порцій. Проба, що відібрана ямковим методом, являє собою суму порцій, які відібрані від стінки вибою у вузлах сітки. У пробу включають також ту частину пустої породи або забалансової корисної копалини, яка при прийнятій системі гірничих робіт потрапляє у видобуток. Порції відбиваються пневмомолотком, кайлом, молотком, зубилом. Число порцій повинно бути від 10 (для руд з рівномірним вкрапленням) до 20 (для руд з нерівномірним вкрапленням) при масі кожної порції 1 – 5 кг. Таким чином, маса однієї проби становить від 10 до 100 кг.

### Рівчаковий метод
Застосовують при малій площі оголення рудного тіла. Напрям рівчаків повинен збігатися з напрямом найбільшої неоднорідності рудного пласта, щоб в пробу потрапили всі його компоненти в тому співвідношенні, в якому вони представлені в масі рудного тіла. Рівчаки проводять прямокутно-поперечні, подовжні, спіральні або кругові.
Рівчакове опробування при великій довжині виробки заміняють ямковим, але зі збереженням напряму рівчака, при цьому відстані між ямками повинні бути однаковими. Розміри ямок і рівчаків визначаються масою проби і крупністю матеріалу, яка залежить від характеристики вкраплення корисного мінералу. 
Для проб масою не менше 100 кг крупність грудок в пробі повинна бути 25 мм. Тому для крупнокристалічних корисних копалин з нерівномірним вкрапленням глибина ямки або рівчака повинна бути не менше 25 мм, для тонковкраплених руд 10 – 25 мм; ширина рівчака звичайно становить близько 100 мм. Маса проби, що відбирається з 1 м рівчака, становить 2 – 15 кг. 
При відборі проб зі старих виробок поверхню рудного пласта необхідно очистити від продуктів окиснення і підрівняти кайлом або молотком.

### Метод вичерпування
застосовують для опробування металовмісних руд. При використанні цього методу поверхню руди після вибуху і провітрювання вибою ділять на квадрати чи прямокутники, в центрі або в кутах яких роблять ямки глибиною до 0,5 м. З кожної ямки совком або лопатою відбирають порції і направляють їх в початкову технологічну пробу. Мінімальна маса початкової технологічної проби, маса і число порцій для металовмісних руд визначаються державними стандартами.

### Шпуровий метод
Оснований на підриванні коротких шпурів, які забезпечують розпушення корисної копалини в точці відбору порції. Матеріалом порції є бурове борошно або шлам. Збір бурового борошна може здійснюватись вручну або спеціальним пневматичним приймачем пилу. Матеріалом для опробування може служити також буровий шлам, що вимивається зі шпурів довжиною 15 – 20м, які пробурюються при підземних буропідривних гірничих роботах.
Метод черкання може застосовуватись при розвідці канавами жильних родовищ, представлених породами малої міцності. В пробу направляється весь матеріал, що відбивається зі всієї площі рудного тіла. Глибина черкання становить 5 – 10 см, маса проби з 1 м² площі рудного тіла може бути до 250 кг. Через високу вартість метод черкання застосовується рідко, звичайно він замінюється рівчаковим.

### Валовий метод
Цей метод застосовують при опробуванні деяких рудних родовищ із дуже нерівномірним вкрапленням корисних компонентів (золота, платини, рідкісних металів), що передбачає надходження у пробу всієї видобутої руди. Маса проби у цьому випадку складає від декількох тон до декількох десятків тон. Обробка валових проб виконується за технологічними схемами, що застосовуються при збагаченні цих руд.

### Керновий метод
Застосовується, якщо родовище не розкрите гірничими виробками, а колонкове буріння при розвідці виконано за густою сіткою свердловин. В цьому випадку технологічну пробу можна скласти з рудних кернів (з половинок або четвертин кернів, що розколоті вздовж осі).

### Геофізичні методи опробування
Геофізичні методи опробування корисних копалин як у природному, так і у відбитому стані основані на використанні деяких фізичних властивостей (магнітної проникності, електричної провідності, природної або штучної радіоактивності). Опробування руд кольорових, рідкісних металів і розсіяних елементів в умовах гірничих виробок і свердловин і лабораторні аналізи проводяться в основному ядерно-геофізичними методами.
Серед методів, основаних на дослідженні природної радіоактивності, основна роль належить гамма-методам, на дослідженні штучної радіоактивності – гамма-гамма методам. Геофізичні методи можуть бути застосовані для визначення кондиційності руди, контрольного і товарного опробу-вання руди на складах, транспортних посудинах, для експрес-аналізів вмісту металів в грубо-подрібнених або порошкових про-бах.
Гамма-гамма метод опробування застосовують на свинцевих рудниках для опробування руд у вибоях і видобутої руди на повер-хні. Визначення вмісту заліза в буро-підривних свердловинах вико-нують за допомогою магнітного каротажу. Геофізичні методи також застосовують при розвідці нафти і газу, вугілля, руд, будівельних матеріалів і води. 
Відбір проб при відкритому видобутку корисних копалин здійснюється тими ж методами, що й при підземному.
Опробування родовищ палива (вугілля буре і кам’яне, антрацит і горючі сланці, торф), розкритих експлуатаційними виробками, проводять для контролю якості пластів, що розроблюються, а також при оцінки запасів палива і складання норм показників якості. 